# Úri
Úri község Pest vármegyében, a Nagykátai járásban.

## Fekvése
Budapesttől mintegy 40 km-re délkeletre fekszik, a Gödöllői-dombság nyúlványainak végénél.
Megközelíthető: Budapest Keleti pályaudvarról a  Budapest–Újszász–Szolnok-vasútvonalon Sülysápig, onnan Volánbusz busszal (Budapesttől kb. 50 perc); közúton Budapest határától a 31-es főúton (kb. 25 perc).

## Felszíne
Felszíne dombos, a Gödöllői-dombság kistájához a Monor–Irsai-dombsághoz tartozik. Dombjai északnyugat-délkeleti irányúak. A Tápió völgyéből kiemelkedve a Mende és Sülysáp közötti határrészből 13 dombsor húzódik a község felé.
A dombok széles hátán a csapadékvíz és a szél eróziós tevékenysége erősen meglátszik. Legmagasabb pontja a község határán a Messzelátón van, 228 méter. A templom küszöbének magassága 174 méter, a tengerszint felett. Ez megfelel a község átlagos magasságának is.
A felszín délkelet felé lejt és a Nádasvölgyön 131 méter, a Nagyréten 130 méter. A község központja, főépületei és sok lakóháza a falun átfolyó patak két oldalán lévő szűk völgyben helyezkedik el. Ez a völgy a szoros felett, a pusztaszentistváni határtól indul el, és délkeleti irányban húzódik Tápióság és Káva határa között Pánd, illetve Tápióbicske felé. Ebben a völgyben helyezkedett el valamikor az ősfalu is. Sok épület és lakóház közvetlenül ehhez a völgyhöz kapcsolódó dombokra, domboldalakra épült.

## Története
A települést 1252-ben említik először oklevélben, Wry néven. A 14. században a Csetneky család birtokolta. A török uralom alatt is lakott maradt. A 18. században a Koháry család birtoka lett, később a Tahy, a Szapáry, majd a Révay család tulajdonába került.
Úrit a honfoglaló nemzetségek alapították. Eredet szerinti magyar falu. Nevét minden bizonnyal az alapító „Uri” nemzetségtől nyerte. A feltevés szerint falualapító ősei az Árpád-törzshöz tartozhattak. Az "Úri" szó kiválót, fejedelmet jelentett ez időben. Nyilván a fejedelmi nevet a többi nemzetségtől való megkülönböztetésül vették fel, ezzel kifejezni és hangsúlyozni kívánták egyéb nemzetségekkel szemben a fejedelmi törzshöz való tartozásukat. Ugyanezen feltevés szerint az Úri nemzetség – mint honfoglaló – nemes nemzetség volt, de később elszegényedhetett, birtokait nagyrészt elveszítette, majd török idők után nemességét igazolni nem tudta és így a jobbágyok közé süllyedt. Hajdani kiemelkedő szerepét alá látszik támasztani az a tény, hogy az 1770-es Urbárium szerint öt Úri nevű jobbágycsalád élt a faluban, akik közül kettő egész, három pedig féltelkes jobbágy volt. A jobb anyagi helyzetűek közé tartoztak. A 19. század elején még éltek a községben Úri családnevűek, de később kihaltak.
Más felfogás szerint a falu a palócság legdélibb nyúlványát alkotja. A két nézet egymással ellenkező. Egy tény azonban bizonyos, hogy a község I. István kora előtti, honfoglalás kori magyar település.
IV. Béla király egyik oklevele említi Úrit, mint a pankotai és pannonhalmi apátság, valamint a Györk nemzetség birtokát.
1324-ben Huri néven szerepel a falu az oklevelekben. 1347-ben Nagy Lajos király anyja a falut Tamás Kónya sárosi főispán feleségének ajándékozta.
A község birtokosai ezt követően sűrűn változtak:
- 1386 – Csetneki család
- 1436 – a Zsegrai, Pócsi család
- 1488 – a Bethleniek
- 1516 – a falu birtoklásáért pereskedett Sóvári Sós Péter, valamint Szabolcsi István és Sewli Ethele Pál özvegye
- 1523 – Móré László
- 1527 – Martonosi Pesthyeny Gergely
- 1583 – Kende Péter a földbirtokosok

A török világ alatt ún. „Tímár hűbér” volt a falu. Rengeteget szenvedett ez idő alatt a falu népe. A török pusztítással nem ért véget a nép szenvedése, mert német zsoldossereg tovább pusztított. II. Rákóczi Ferenc többször megfordult környékünkön.
1770-től Gróf Koháry János volt a földesúr.
1848 előtt báró Tahy József és Tahy Antal voltak a helység földesurai. A Tahy család több tagja a templom kriptájában van eltemetve. (A templom kriptáját a mai napig nem tárták fel.) A Tahy család – teljes nevükön, Tahvári Tarkeői Tahy – már az Árpád-korban szereplő ősnemes család volt. Nemesi címerükben kiterjesztett szárnyú, jobbjában egyenes kardot tartó fekete sast látható.
Kossuth szabadságot hirdető zászlaja alá a faluból 1848-ban 73 önkéntes nemzetőr állt be. A jelentkező nemzetőrök száma több volt mint a környező helységek nemzetőreinek száma. A szabadságharc csatái közül legközelebbről a dicsőséges tavaszi hadjárat isaszegi ütközete érintette a falut. Az ütközet 1849. április 6-án volt. Az ezt megelőző éjszakát a faluban töltötte Klapka György tábornok serege. Az első és második világháború komoly véráldozatába került a falunak. (Az első világháborúban 60 édesapa és testvér lelte halálát a faluból.)  – 1945 áprilisában a Gyömrő környéki gyilkosságok történései érintették a települést is.
2007-ben a Monori kistérségből a Nagykátaiba került át.

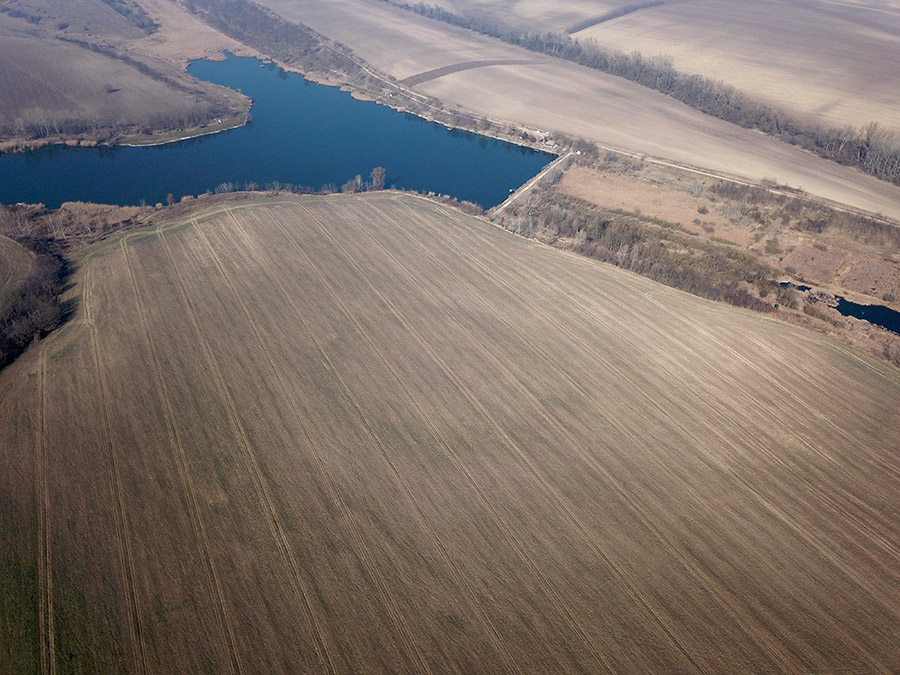
Úri, földvár - légi fotó

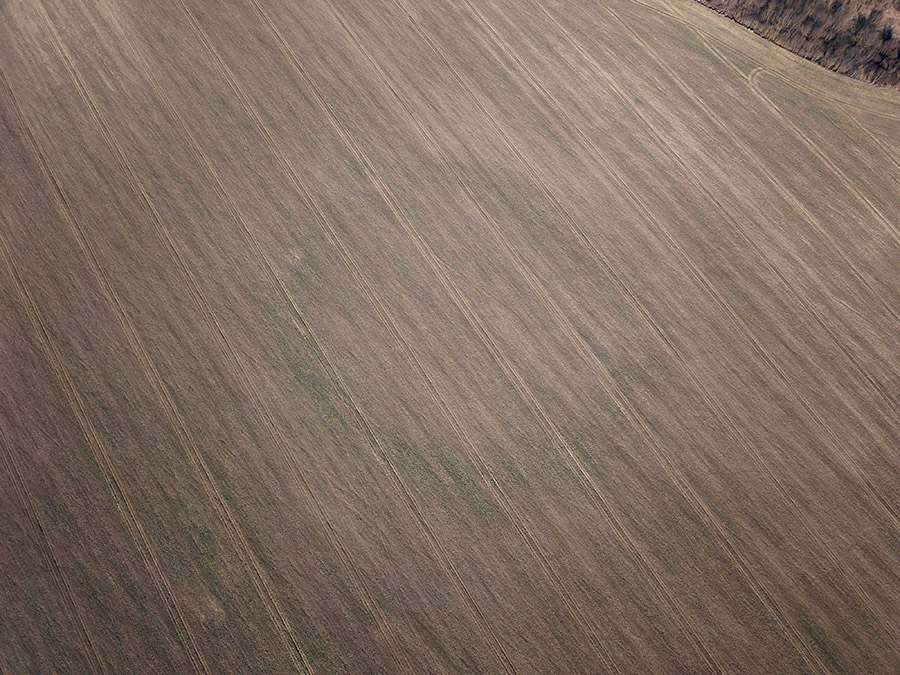
Úri, földvár - légi felvétel

## Közélete

### Polgármesterei
- 1990–1994: D. Nagy József (független)[3]
- 1994–1998: Nagy József (Úri Község Gazdaköre)[4]
- 1998–2002: Csák Ágoston (független)[5]
- 2002–2006: Haraszti Imre (független)[6]
- 2006–2010: Haraszti Imre (független)[7]
- 2010–2014: Dr. Szabó Teréz (független)[8]
- 2014–2019: Haraszti Imre (független)[9]
- 2019–2024: Haraszti Imre (független)[10]
- 2024– : Csontos István (független)[1]

A településen az 1994. december 11-én megtartott önkormányzati választás különleges érdekessége volt, hogy az öt polgármesteri aspiráns között ketten is Úri Község Gazdakörének jelöltjeként indultak, egymás ellen. Ehhez hasonló eset történt ugyanabban az évben Máriakálnokon, ahol egymással szemben indult két olyan polgármesterjelölt, akik a KDNP és az FKgP együttes támogatását tudhatták maguk mögött, Sárszentmihályon, ahol a hat polgármesteri aspiráns között két MSZP-s jelölt is vetélkedett egymással, valamint Szaván, ahol a három polgármesterjelölt között ketten is kisgazda színekben indultak; az 1998-as és 2002-es önkormányzati választásokon pedig Töttösön, ahol az előbbi évben három, utóbbiban két, egymás ellen induló polgármesteri aspiráns is egyazon jelölő szervezet (egy helyi egyesület) színeit viselte.
Más okból produkált választástörténeti érdekességet Úriban a 2002. október 20-án megtartott önkormányzati választás: akkor ugyanis országosan is rekordszámú, összesen 10 jelölt indult itt a polgármesteri posztért. Ilyen nagy számú jelöltre abban az évben az egész országban csak egyetlen másik településen szavazhattak a helyi lakosok: az alig három évvel korábban önállóvá vált, első rendes önkormányzati választását ekkor bonyolító Borsod-Abaúj-Zemplén megyei Berentén.

## Népesség
A település népességének változása:
| Lakosok száma | 2573 | 2529 | 2545 | 2658 | 2607 | 2552 | 2540 |
|               | 2013 | 2014 | 2018 | 2021 | 2022 | 2023 | 2024 |

A 2011-es népszámlálás során a lakosok 87,1%-a magyarnak, 0,8% cigánynak, 0,5% németnek, 0,6% románnak, 0,2% ukránnak mondta magát (12,9% nem nyilatkozott; a kettős identitások miatt a végösszeg nagyobb lehet 100%-nál). A vallási megoszlás a következő volt: római katolikus 59,9%, református 4,7%, evangélikus 0,8%, görögkatolikus 0,9%, felekezeten kívüli 9,5% (23% nem nyilatkozott).
2022-ben a lakosság 92,2%-a vallotta magát magyarnak, 0,4% németnek, 0,4% románnak, 0,3% cigánynak, 0,1-0,1% ukránnak és horvátnak, 2,3% egyéb, nem hazai nemzetiségűnek (7,8% nem nyilatkozott; a kettős identitások miatt a végösszeg nagyobb lehet 100%-nál). Vallásuk szerint 39,6% volt római katolikus, 4,6% református, 0,8% görög katolikus, 0,7% evangélikus, 0,8% egyéb keresztény, 0,6% egyéb katolikus, 13,5% felekezeten kívüli (39,2% nem válaszolt).

## Nevezetességei
Plébániatemploma már 1673-ban fennállott. Ma a környék talán legszebb és legnagyobb római katolikus temploma. Védőszentje, Szent Imre szobra áll az oltár közepén. A településen több szobor is látható, így a templomkertben álló I. és II. világháborús emlékmű, az iskola melletti Nepomuki Szent János szobor, valamint a község védőszentjének, Szent Imrének szobra.